# Paolo Stoppa
Paolo Stoppa (Roma, 16 giugno 1906 – Roma, 1º maggio 1988) è stato un attore e doppiatore italiano.

## Biografia

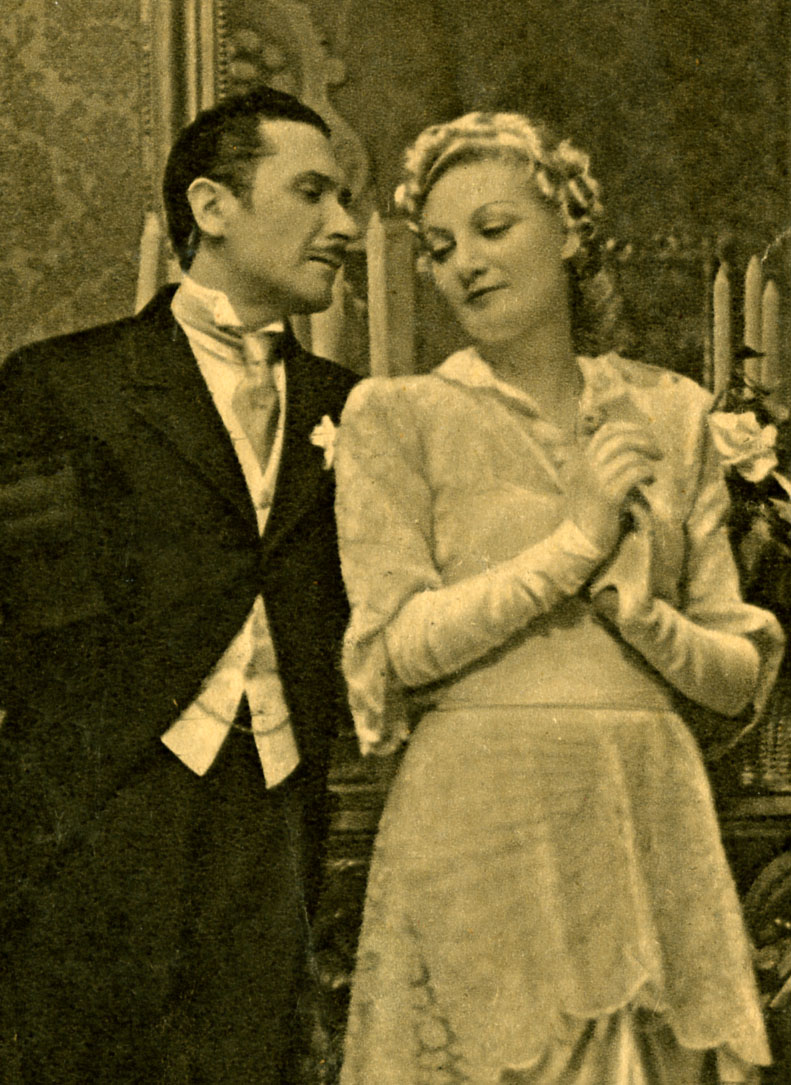
Paolo Stoppa e Sarah Ferrati nella commedia teatrale La bella avventura (1942)

Paolo Stoppa nacque a Roma il 16 giugno 1906. Figlio di Luigi Stoppa (1875-1939), un funzionario ministeriale, e di Adriana De Antonis (1875-1965), si iscrive alla facoltà universitaria di giurisprudenza abbandonandola presto poiché suo zio, l'antiquario Augusto Jandolo, notando la sua predisposizione come attore, gli consiglia di frequentare la Reale scuola di recitazione intitolata a Eleonora Duse dell'Accademia Nazionale di Santa Cecilia di Roma, e come compagna di corso conosce Anna Magnani, della quale rimarrà amico per tutta la vita. Dopo il saggio di diploma, esordisce in teatro nel 1927 e nel giro di pochi anni passa dal ruolo di generico a quello di attore brillante. Dal 1938 al 1940 fa parte della compagnia del Teatro Eliseo di Roma, interpretando personaggi assai complessi del repertorio classico e moderno. Accanto al teatro vi era la sua abitazione, via della Consulta 1, dove, nel 1976, morì Rina Morelli, che abitava in un appartamento due piani sotto Stoppa.
Nota è la sua appartenenza alla Massoneria: aderì alla Gran Loggia degli Antichi Liberi Accettati Muratori e restò sempre legato alla Loggia Gustavo Modena, alla stregua di altri colleghi del mondo dello spettacolo, nell'obbedienza della Piazza del Gesù. Proprio nella famosissima compagnia dell'Eliseo incontra l'attrice Rina Morelli, che diventerà la sua compagna nella vita e sulla scena; insieme formeranno, per trent'anni, una delle coppie più affiatate del teatro italiano. Dopo la guerra conosce il regista Luchino Visconti, dal cui incontro si determinerà uno dei più importanti fenomeni teatrali del dopoguerra: il trio Stoppa-Morelli-Visconti metterà in scena acclamate rappresentazioni di pièce di celebri autori, come Čechov, Shakespeare e Goldoni.

### Teatro

Rina Morelli con Paolo Stoppa nel 1954

Affermatosi come uno dei più completi attori italiani, Paolo Stoppa si impone come grande interprete versatile, capace di passare con disinvoltura dai ruoli impegnati a quelli leggeri, con un carattere personalissimo delle interpretazioni, frutto del suo tipico incedere recitativo, energico e sincopato. Negli anni sessanta l'attore è all'apice della sua arte teatrale: risale a questo periodo l'interpretazione di Gaev ne Il giardino dei ciliegi di Anton Čechov, diretto da Visconti nel 1965.
Nel 1976, proprio le morti di Rina Morelli e di Visconti risulteranno per lui traumatiche. Nel luglio del 1978, sotto la regia di Giorgio De Lullo, fa il suo grande rientro a teatro durante il Festival dei Due Mondi di Spoleto, al Teatro Caio Melisso, con un'amara commedia americana, Gin Game, interpretata insieme a Franca Valeri. Successivamente, per la regia di Giuseppe Patroni Griffi, interpreta L'avaro di Molière con cui ottiene un grande successo durante una lunga tournée nei principali teatri italiani; meno apprezzabile fu invece il risultato quando si fece dirigere dal giovane Memè Perlini ne Il mercante di Venezia (1980). Con un soprassalto d'orgoglio, nel 1984, ormai alla fine di una carriera esemplare, è un inedito Ciampa ne Il berretto a sonagli, diretto da Luigi Squarzina.

### Cinema
In campo cinematografico fornisce grandi interpretazioni in Miracolo a Milano (1951), Carosello napoletano (1954), Rocco e i suoi fratelli (1960), Viva l'Italia (1961), Il Gattopardo (1962), La matriarca (1968) e C'era una volta il West (1968). Un altro ruolo noto dell'attore è quello del nonno di Teresina Fedeli, interpretata da una giovanissima Jodie Foster nel film Casotto (1977) di Sergio Citti. Da sottolineare, a fine carriera, le interpretazioni di papa Pio VII ne Il marchese del Grillo (1981) e dell'avaro usuraio Savino Capogreco in Amici miei - Atto IIº (1982) di Mario Monicelli.

### Radio
Numerose le partecipazioni alla prosa radiofonica sia dell'EIAR che della Rai. In particolare, tra il 1966 e il 1974, in coppia con Rina Morelli, è protagonista delle scenette che vedono protagonisti i personaggi Eleuterio e Sempre Tua, satira brillante e caustica della vita coniugale basata sul lavoro teatrale Caro bugiardo di Jerome Kilty e scritta da Maurizio Jurgens, che andò in onda nella trasmissione domenicale Gran varietà.

### Televisione

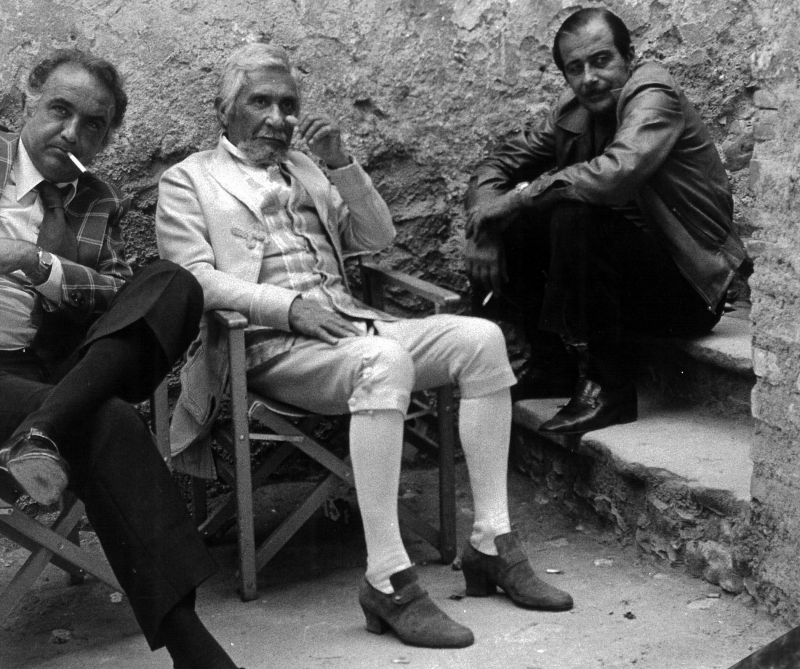
Il produttore Arturo La Pegna, Stoppa e il regista Daniele D'Anza in un momento di pausa sul set dello sceneggiato L'amaro caso della baronessa di Carini (1975)

Insieme a Rina Morelli esordisce in televisione nel ruolo di Carlo Day nello sceneggiato Vita col padre e con la madre (1960). Soprattutto negli anni settanta è il protagonista di diversi sceneggiati televisivi di successo: nel 1970 interpreta Antonio Meucci nello sceneggiato Antonio Meucci cittadino toscano contro il monopolio Bell, dedicato alla figura dello scienziato inventore del telefono, e nel 1972 presta il volto al commissario Bärlach ne Il giudice e il suo boia e ne Il sospetto, entrambi tratti da romanzi di Friedrich Dürrenmatt. A questi lavori seguirà lo sceneggiato ESP, nel ruolo del sensitivo Gerard Croiset.
Nel 1974 inizia ad interpretare il commissario Carlo De Vincenzi negli episodi della serie televisiva Il commissario De Vincenzi: Il candeliere a sette fiamme, L'albergo delle tre rose, Il mistero delle tre orchidee, tratti dai romanzi di Augusto De Angelis (la serie ha un seguito nel 1977 con altri tre episodi), e, nello stesso anno, è l'abile truffatore Alves dos Reis in Accadde a Lisbona, che ripercorre la vicenda dello scandalo della Banca del Portogallo. Nel 1975 è Don Ippolito con funzioni di "coro greco" nel celebre sceneggiato L'amaro caso della baronessa di Carini. Nel 1983 riprende il personaggio di Arpagone nella trasposizione televisiva de L'avaro di Molière, nella quale dà una delle sue più convincenti prove.

### Morte
Malato da tempo di leucemia, muore a Roma il 1º maggio del 1988, all'età di 81 anni; la camera ardente è allestita nel foyer del Teatro Eliseo, mentre il funerale si svolge presso la chiesa di Sant'Ignazio di Loyola. È sepolto accanto alla moglie nel cimitero Monumentale del Verano.

## Filmografia

### Cinema

Paolo Stoppa e Tino Scotti ne Il tallone d'Achille

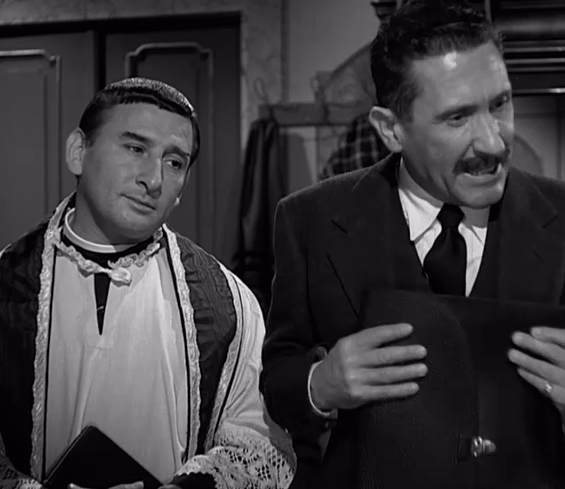
Paolo Stoppa con Renato Rascel in La nonna Sabella

Paolo Stoppa nel film Testa o croce

- L'armata azzurra, regia di Gennaro Righelli (1932)
- Quella vecchia canaglia, regia di Carlo Ludovico Bragaglia (1934)
- Aurora sul mare, regia di Giorgio Simonelli (1935)
- Il serpente a sonagli, regia di Raffaello Matarazzo (1935)
- Re burlone, regia di Enrico Guazzoni (1935)
- L'aria del continente, regia di Gennaro Righelli (1936)
- L'anonima Roylott, regia di Raffaello Matarazzo (1936)
- Marcella, regia di Guido Brignone (1937)
- La dama bianca, regia di Mario Mattoli (1938)
- Frenesia, regia di Mario Bonnard (1939)
- Assenza ingiustificata, regia di Max Neufeld (1939)
- L'amore si fa così, regia di Carlo Ludovico Bragaglia (1939)
- Un'avventura di Salvator Rosa, regia di Alessandro Blasetti (1939)
- Un mare di guai, regia di Carlo Ludovico Bragaglia (1939)
- Ricchezza senza domani, regia di Ferdinando Maria Poggioli (1939)
- Le sorprese del vagone letto, regia di Gian Paolo Rosmino (1940)
- Pazza di gioia, regia di Carlo Ludovico Bragaglia (1940)
- Trappola d'amore, regia di Raffaello Matarazzo (1940)
- Amami Alfredo, regia di Carmine Gallone (1940)
- La canzone rubata, regia di Max Neufeld (1940)
- Melodie eterne, regia di Carmine Gallone (1940)
- Il sogno di tutti, regia di Oreste Biancoli e László Kish (1940)
- Una famiglia impossibile, regia di Carlo Ludovico Bragaglia (1940)
- L'orizzonte dipinto, regia di Guido Salvini (1941)
- Giuliano de' Medici, regia di Ladislao Vajda (1941)
- L'allegro fantasma, regia di Amleto Palermi (1941)
- La corona di ferro, regia di Alessandro Blasetti (1941)
- Cenerentola e il signor Bonaventura, regia di Sergio Tofano (1941)
- L'ultimo ballo, regia di Camillo Mastrocinque (1941)
- Se non son matti non li vogliamo, regia di Esodo Pratelli (1941)
- La famiglia Brambilla in vacanza, regia di Carl Boese (1941)
- Non mi sposo più, regia di Giuseppe Amato (1942)
- Se io fossi onesto, regia di Carlo Ludovico Bragaglia (1942)
- La regina di Navarra, regia di Carmine Gallone (1942)
- A che servono questi quattrini?, regia di Esodo Pratelli (1942)
- Gioco pericoloso, regia di Nunzio Malasomma (1942)
- La bisbetica domata, regia di Ferdinando Maria Poggioli (1942)
- Don Giovanni, regia di Dino Falconi (1942)
- La signorina, regia di László Kish (1942)
- Rossini, regia di Mario Bonnard (1942)
- Don Cesare di Bazan, regia di Riccardo Freda (1942)
- Non ti pago!, regia di Carlo Ludovico Bragaglia (1942)
- Il romanzo di un giovane povero, regia di Guido Brignone (1942)
- Acque di primavera, regia di Nunzio Malasomma (1942)
- Sette anni di felicità, regia di Roberto Savarese (1942)
- Divieto di sosta, regia di Marcello Albani (1943)
- Fuga a due voci, regia di Carlo Ludovico Bragaglia (1943)
- Il nostro prossimo, regia di Gherardo Gherardi e Aldo Rossi (1943)
- Giorni felici, regia di Gianni Franciolini (1943)
- Incontri di notte, regia di Nunzio Malasomma (1943)
- Il treno crociato, regia di Carlo Campogalliani (1943)
- Gente dell'aria, regia di Esodo Pratelli (1943)
- Grattacieli, regia di Guglielmo Giannini (1943)
- Sant'Elena, piccola isola, regia di Renato Simoni (1943)
- Quattro ragazze sognano, regia di Guglielmo Giannini (1943)
- I nostri sogni, regia di Vittorio Cottafavi (1943)
- Apparizione, di Jean de Limur (1943)
- Ti conosco, mascherina!, regia di Eduardo De Filippo (1943)
- Gli assi della risata, episodio L'ombrello smarrito, regia di Roberto Bianchi Montero (1943)
- Il fiore sotto gli occhi, regia di Guido Brignone (1944)
- Finalmente sì, regia di Ladislao Kish (1944)
- Canto, ma sottovoce..., regia di Guido Brignone (1945)
- Quartetto pazzo, regia di Guido Salvini (1945)
- Che distinta famiglia!, regia di Mario Bonnard (1945)
- Biraghin, regia di Carmine Gallone (1946)
- Un americano in vacanza, regia di Luigi Zampa (1946)
- Addio, mia bella Napoli!, regia di Mario Bonnard (1946)
- Io t'ho incontrata a Napoli, regia di Pietro Francisci (1946)
- Il marito povero, regia di Gaetano Amata (1946)
- Aquila nera, regia di Riccardo Freda (1946)
- Il principe ribelle, regia di Pino Mercanti (1947)
- Fumeria d'oppio, regia di Raffaello Matarazzo (1947)
- Che tempi!, regia di Giorgio Bianchi (1948)
- I cavalieri dalle maschere nere (I Beati Paoli), regia di Pino Mercanti (1948)
- Vogliamoci bene!, regia di Paolo William Tamburella (1949)
- I peggiori anni della nostra vita, regia di Mario Amendola (1949)
- Maracatumba... ma non è una rumba, regia di Edmondo Lozzi (1949)
- Il figlio di d'Artagnan, regia di Riccardo Freda (1949)
- Fabiola, regia di Alessandro Blasetti (1949)
- Sambo, regia di Paolo William Tamburella (1950)
- La bellezza del diavolo, regia di René Clair (1950)
- Donne e briganti, regia di Mario Soldati (1950)
- Il ladro di Venezia, regia di John Brahm (1950)
- Senza bandiera, regia di Lionello De Felice (1951)
- Buon viaggio, pover'uomo, regia di Giorgio Pàstina (1951)
- Abbiamo vinto!, regia di Robert Adolf Stemmle (1951)
- Miracolo a Milano, regia di Vittorio De Sica (1951)
- La nostra pelle (Le cap de l'espérance), regia di Raymond Bernard e Raffaele Andreassi (1951)
- Il tallone d'Achille, regia di Mario Amendola, Ruggero Maccari (1952)
- Roma ore 11, regia di Giuseppe De Santis (1952)
- Processo alla città, regia di Luigi Zampa (1952)
- Papà diventa mamma, regia di Aldo Fabrizi (1952)
- Moglie per una notte, regia di Mario Camerini (1952)
- Cani e gatti, regia di Leonardo De Mitri (1952)
- Art. 519 codice penale, regia di Leonardo Cortese (1952)
- Altri tempi - Zibaldone n. 1, episodio L'idillio, regia di Alessandro Blasetti (1952)
- I sette peccati capitali, episodio Avarizia ed ira, regia di Eduardo De Filippo (1952)
- Wanda, la peccatrice, regia di Duilio Coletti (1952)
- Le belle della notte (Les belles de nuit), regia di René Clair (1952)
- Il sole negli occhi, regia di Antonio Pietrangeli (1953)
- Ombre vive, regia di Mario Baffico (1953/1954 ?) (film mai uscito nelle sale)
- Scampolo '53, regia di Giorgio Bianchi (1953)
- Prima di sera, regia di Piero Tellini (1953)
- La passeggiata, regia di Renato Rascel (1953)
- Non è mai troppo tardi, regia di Filippo Walter Ratti (1953)
- Gli eroi della domenica, regia di Mario Camerini (1953)
- Ci troviamo in galleria, regia di Mauro Bolognini (1953)
- Stazione Termini, regia di Vittorio De Sica (1953)
- La voce del silenzio, regia di Georg Wilhelm Pabst (1953)
- Puccini, regia di Carmine Gallone (1953)
- Bufere, regia di Guido Brignone (1953)
- Il ritorno di don Camillo (Le retour de Don Camillo), regia di Julien Duvivier (1953)
- Il nemico pubblico n. 1 (L'ennemi public no 1), regia di Henri Verneuil (1953)
- Sinfonia d'amore, regia di Glauco Pellegrini (1954)
- Gioventù alla sbarra, regia di Ferruccio Cerio (1954)
- L'ombra, regia di Giorgio Bianchi (1954)
- Mizar (Sabotaggio in mare), regia di Francesco De Robertis (1954)
- Destini di donne (Destinées), regia di Christian-Jaque (Destinées) (1954)
- L'amore di una donna (L'amour d'une femme), regia di Jean Grémillon (1954)
- Carosello napoletano, regia di Ettore Giannini (1954)
- Allegro squadrone, regia di Paolo Moffa (1954)
- La bella Otero, regia di Richard Pottier (1954)
- Uomini ombra, regia di Francesco De Robertis (1954)
- Casa Ricordi, regia di Carmine Gallone (1954)
- L'oro di Napoli, regia di Vittorio De Sica (1954)
- I sette peccati di papà (J'avais sept filles), regia di Jean Boyer (1954)
- Il tesoro di Montecristo (Le Comte de Monte-Cristo), regia di Robert Vernay (1954)
- Siamo uomini o caporali, regia di Camillo Mastrocinque (1955)
- Ragazze d'oggi, regia di Luigi Zampa (1955)
- Il padrone sono me, regia di Franco Brusati (1955)
- Donne sole, regia di Vittorio Sala (1955)
- Destinazione Piovarolo, regia di Domenico Paolella (1955)
- Il conte Aquila, regia di Guido Salvini (1955)
- La corrida dei mariti (Le printemps, l'automne et l'amour), regia di Gilles Grangier (1955)
- La bella di Roma, regia di Luigi Comencini (1955)
- La bella mugnaia, regia di Mario Camerini (1955)
- Una pelliccia di visone, regia di Glauco Pellegrini (1956)
- Mio zio Giacinto (Mi tío Jacinto), regia di Ladislao Vajda (1956)
- La nonna Sabella, regia di Dino Risi (1957)
- Arrivederci, Dimas (Los jueves, milagro), regia di Luis García Berlanga (1957)
- Vacanze a Ischia, regia di Mario Camerini (1957)
- La legge, regia di Jules Dassin (1959)
- Avventura a Capri, regia di Giuseppe Lipartiti (1959)
- Gastone, regia di Mario Bonnard (1960)
- La contessa azzurra, regia di Claudio Gora (1960)
- Cartagine in fiamme, regia di Carmine Gallone (1960)
- Era notte a Roma, regia di Roberto Rossellini (1960)
- Le tre "eccetera" del colonnello, regia di Claude Boissol (1960)
- Rocco e i suoi fratelli, regia di Luchino Visconti (1960)
- È arrivata la parigina, regia di Camillo Mastrocinque (1960)
- La giornata balorda, regia di Mauro Bolognini (1961)
- Viva l'Italia, regia di Roberto Rossellini (1961)
- La minaccia, regia di Gérard Oury (1961)
- Che gioia vivere, regia di René Clément (1961)
- Vanina Vanini, regia di Roberto Rossellini (1961)
- Il giudizio universale, regia di Vittorio De Sica (1961)
- Il giorno più corto, regia di Sergio Corbucci (1962)
- Un appuntamento per uccidere (Horace 62), regia di Andrè Versini (1962)
- Boccaccio '70, episodio Il lavoro, regia di Luchino Visconti (1962)
- Il Gattopardo, regia di Luchino Visconti (1963)
- Becket e il suo re (Becket), regia di Peter Glenville (1964)
- La vendetta della signora (The Visit), regia di Bernhard Wicki (1964)
- ...e venne il giorno della vendetta (Behold a Pale Horse), regia di Fred Zinnemann (1964)
- ...poi ti sposerò (Un monsieur de compagnie), regia di Philippe de Broca (1964)
- Il marito è mio e l'ammazzo quando mi pare, regia di Pasquale Festa Campanile (1966)
- Caccia alla volpe, regia di Vittorio De Sica (1966)
- C'era una volta il West, regia di Sergio Leone (1968)
- La matriarca, regia di Pasquale Festa Campanile (1968)
- Le avventure di Gerard (The Adventures of Gerard), regia di Jerzy Skolimowski (1970)
- Jus primae noctis, regia di Pasquale Festa Campanile (1972)
- Ettore lo fusto, regia di Enzo G. Castellari (1972)
- Rugantino, regia di Pasquale Festa Campanile (1973)
- Cinque matti vanno in guerra (Les bidasses s'en vont en guerre), regia di Claude Zidi (1974)
- Nerone, regia di Mario Castellacci e Pier Francesco Pingitore (1977)
- Casotto, regia di Sergio Citti (1977)
- La mazzetta, regia di Sergio Corbucci (1978)
- Il marchese del Grillo, regia di Mario Monicelli (1981)
- Testa o croce, regia di Nanni Loy (1982)
- Amici miei - Atto IIº, regia di Mario Monicelli (1982)
- Domani si balla!, regia di Maurizio Nichetti (1982)

### Televisione
- Vita col padre e con la madre – sceneggiato TV (1960)
- Demetrio Pianelli – sceneggiato TV (1963)
- Questa sera parla Mark Twain – sceneggiato TV (1965)
- I corvi – sceneggiato TV (1969)
- Antonio Meucci cittadino toscano contro il monopolio Bell – sceneggiato TV (1970)
- I Buddenbrook – sceneggiato TV (1971)
- Il giudice e il suo boia – film TV (1972)
- Il sospetto – sceneggiato TV (1972)
- ESP, regia di Daniele D'Anza – sceneggiato TV (1973)
- Il commissario De Vincenzi – sceneggiato TV (1974-1977)
- Accadde a Lisbona – sceneggiato TV (1974)
- L'amaro caso della baronessa di Carini, regia di Daniele D'Anza – sceneggiato TV (1975)
- Nero su nero – sceneggiato TV (1978)

Partecipò inoltre ad alcune serie di sketch della rubrica pubblicitaria televisiva Carosello pubblicizzando:
- nel 1960 e 1961 con Rina Morelli, Fabrizio Cappucci, Nino vingelli e Paola Quattrini il dado per brodo Lemco della Liebig;
- nel 1964 i frigoriferi Rex della Zanussi;
- nel 1966 ancora i frigoriferi Rex della Zanussi con Luigi Casellato;
- nel 1969 i colori Tintal della Max Meyer;
- nel 1969 e 1970, insieme a Roberto Antonelli e Loredana Nusciak, il liquore Sambuca Molinari e per il medesimo sponsor nel 1971 e 1972 con Rina Morelli e Sidney Rome e ancora nel 1973 e 1974 con Sidney Rome e Nennella Buonaiuto.

### Prosa televisiva Rai
- Vita col padre, di Howard Lindsay e Russel Crouse, regia di Mario Ferrero, trasmessa il 14 dicembre 1956.
- Vita col padre e con la madre, di Howard Lindsay e Russel Crouse, regia di Daniele D'Anza, trasmessa il 7 febbraio 1960.
- Caro bugiardo, di Jerome Kilty, trasmessa il 4 marzo 1963.
- Morte di un commesso viaggiatore, di Arthur Miller, regia di Sandro Bolchi, trasmessa il 10 novembre 1968.
- I corvi, di Henry Becque, regia di Sandro Bolchi, trasmessa il 7 gennaio 1969.
- Vita col padre, di Howard Lindsay e Russel Crouse, regia di Sandro Bolchi, trasmessa il 24 agosto 1969.
- La tigre e il cavallo di Robert Bolt, regia di Mario Landi, trasmessa il 30 dicembre 1969.
- Romolo il Grande, di Friedrich Dürrenmatt, regia di Daniele D'Anza, trasmessa il 23 aprile 1971.
- Il giudice e il suo boia di Friedrich Dürrenmatt, regia di Daniele D'Anza, 1972.
- Così è (se vi pare), di Luigi Pirandello, regia di Giorgio De Lullo, trasmessa il 13 settembre 1974.
- 'O tuono 'e marzo, di Vincenzo Scarpetta, regia di Eduardo De Filippo, trasmessa il 14 febbraio 1975.
- L'avaro, di Molière, regia di Giuseppe Patroni Griffi, trasmessa il 26 dicembre 1983.
- Il berretto a sonagli, di Luigi Pirandello, regia di Luigi Squarzina, trasmessa il 20 dicembre 1985.

## Radio

### Prosa radiofonica Eiar
- Bernardo l'eremita, commedia di Luigi Antonelli, regia di Aldo Silvani, trasmessa il 31 marzo 1937.

### Prosa radiofonica Rai
- L'amico delle donne, commedia di Alessandro Dumas, regia di Pietro Masserano Taricco, trasmessa il 29 novembre 1947.
- Buon viaggio Paolo!, commedia di Gaspare Cataldo, regia di Pietro Masserano Taricco, trasmessa il 12 luglio 1948.
- Questo piccolo mondo di Noël Coward, regia di Umberto Benedetto, trasmessa il 8 dicembre 1949.
- Pigrizia di Eligio Possenti e Sabatino Lopez, regia di Guglielmo Morandi, trasmessa il 15 novembre 1951.
- Belfagor, arcidiavoleria di Ercole Luigi Morselli, regia di Guglielmo Morandi, trasmessa il 15 agosto 1952.
- Sigfrido di André Beucler, regia di Corrado Pavolini, trasmessa il 14 agosto 1953.
- Sei personaggi in cerca d'autore, di Luigi Pirandello, regia di Corrado Pavolini, trasmessa il 26 gennaio 1954.
- È vero ma non bisogna crederci, radiodramma di Claude Aveline, regia di Guglielmo Morandi (1957)
- Autostrada, radiodramma di Lucille Fletcher, regia di Alberto Casella, trasmessa il 4 luglio 1957.
- Il grande coltello, commedia di Clifford Odets, regia di Corrado Pavolini, trasmessa il 28 aprile 1960.
- Confessione, radiodramma di Norman Corwin, regia di Pietro Masserano Taricco, trasmessa il 11 settembre 1961.

### Varietà radiofonici Rai
- Il birillo, rivista di Mario Brancacci e Dino Verde, compagnia del teatro comico di Roma, regia Nino Meloni, trasmesso nel 1953.

## Doppiaggio
Paolo Stoppa iniziò l'attività di doppiatore verso la metà degli anni trenta, prestando la voce ai seguenti attori:
- Richard Widmark ne Il bacio della morte, Mano pericolosa, La giostra umana, Strada senza nome, Furia dei tropici, Naviganti coraggiosi, Destinazione Mongolia, I quattro rivali, I trafficanti della notte
- James Finlayson in Vent'anni dopo, Stanlio e Ollio teste dure, La ragazza di Boemia (Noi siamo zingarelli)
- Fred Astaire in Voglio danzare con te, Non sei mai stata così bella, Seguendo la flotta, Follie di jazz
- Kirk Douglas in Sfida all'O.K. Corral, Le vie della città
- Wendell Corey in Il terrore corre sul filo, Delitto senza peccato
- Luis Van Rooten in La notte ha mille occhi, Il grande campione
- Leonid Kinskey in Un evaso ha bussato alla porta, Monsieur Beaucaire
- Roscoe Karns in Accadde una notte
- Eric Blore in Cappello a cilindro
- Cary Grant in Il mio amore eri tu
- Peter Lorre ne La spia dei lancieri
- Franklin Pangborn ne L'impareggiabile Godfrey
- Edward Everett Horton in Orizzonte perduto
- Herbert Mundin ne La leggenda di Robin Hood
- Henry Travers ne La grande pioggia
- Fortunato Garcia ne Il segreto inviolabile
- Wayne Morris ne I cavalieri del cielo
- Richard Ainley in Al di sopra di ogni sospetto
- John Warburton ne Le bianche scogliere di Dover
- Don DeFore in Missione segreta
- Jack Carson ne Il romanzo di Mildred
- George Murphy in Hotel Mocambo
- Paul Muni in Contrattacco
- Ray Bolger ne Le ragazze di Harvey
- William Bendix ne Il grattacielo tragico
- Paul Cavanagh in Perdutamente
- Alan Hale in Notte di bivacco
- Erskine Sanford ne La signora di Shanghai
- Dan Tobin in Il tempo si è fermato
- David Opatoshu ne La città nuda
- Voce narrante in Ci troviamo in galleria

## Doppiatori italiani
- Stefano Sibaldi in Il principe ribelle,[15] Il ladro di Venezia
- Carlo Romano in Che tempi!
- Michael Tor in Siamo uomini o caporali (colonnello Black)
- Elio Pandolfi in I sette peccati di papà (ridoppiaggio)[16]

## Riconoscimenti
- David di Donatello[17]
  - 1982 – Candidatura al miglior attore non protagonista per Il marchese del Grillo
  - 1983 – Candidatura al miglior attore non protagonista per Amici miei - Atto IIº
- Nastro d'argento[17]
  - 1952 – Nastro d'argento speciale per il complesso della sua attività
  - 1955 – Migliore attore non protagonista per L'oro di Napoli
  - 1961 – Candidatura al migliore attore non protagonista per Rocco e i suoi fratelli
  - 1982 – Migliore attore non protagonista per Il marchese del Grillo
- Globi d'oro
  - 1956 – Miglior attore per Il padrone sono me
  - 1982 – Miglior attore per Il marchese del Grillo
- Ciak d'oro
  - 1987 – Premio alla carriera[18]